# Vietnam Open 1997
Die Vietnam Open 1997 im Badminton fanden vom 19. bis zum 23. November 1997 in Hanoi statt. Das Preisgeld betrug 90.000 US-Dollar. Das Turnier hatte damit einen Drei-Sterne-Status im Grand Prix.

## Sieger und Platzierte
| Disziplin    | Gold                             | Silber                         | Bronze                      |
| ------------ | -------------------------------- | ------------------------------ | --------------------------- |
| Herreneinzel | Chen Gang                        | Alan Budikusuma                | Kenneth Jonassen            |
| Herreneinzel | Chen Gang                        | Alan Budikusuma                | Luo Yigang                  |
| Dameneinzel  | Susi Susanti                     | Xu Huaiwen                     | Kim Ji-hyun                 |
| Dameneinzel  | Susi Susanti                     | Xu Huaiwen                     | Chan Ya-lin                 |
| Herrendoppel | Rexy Mainaky Ricky Subagja       | Lee Dong-soo Yoo Yong-sung     | Ge Cheng Tao Xiaoqiang      |
| Herrendoppel | Rexy Mainaky Ricky Subagja       | Lee Dong-soo Yoo Yong-sung     | Cheah Soon Kit Yap Kim Hock |
| Damendoppel  | Eliza Nathanael Zelin Resiana    | Indarti Issolina Deyana Lomban | Gil Young-ah Park Soo-yun   |
| Damendoppel  | Eliza Nathanael Zelin Resiana    | Indarti Issolina Deyana Lomban | Jung Eun-hwa Kim Ji-hyun    |
| Mixed        | Bambang Suprianto Rosalina Riseu | Lee Dong-soo Park Soo-yun      | Yoo Yong-sung Gil Young-ah  |
| Mixed        | Bambang Suprianto Rosalina Riseu | Lee Dong-soo Park Soo-yun      | Jesper Larsen Ann Jørgensen |